# Kassakrav
Kassakrav är ett lagstadgat krav på finansinstitut som innebär att de måste hålla tillgångar, som motsvarar en viss del av finansinstitutets in- och upplåning, på ett vanligtvis räntelöst konto i centralbanken. Kassakrav förekommer i de flesta länder och fungerar då som ett penningpolitiskt verktyg för att påverka affärsbankernas likviditet och kreditgivning, samt att styra marknadsräntorna. Om exempelvis centralbanken höjer kassakravet så måste bankerna låna upp likviditet vilket i sin tur pressar upp marknadsräntorna i ekonomin. Kassakrav skyddar även bankkunders insatta pengar eftersom banker blir tvingade att ha likvida tillgångar som förhindrar eller minskar riskerna för bankrusningar.
Då kontot i centralbanken i regel är räntefritt så innebär kassakravet i realiteten en kostnad för finansinstituten eftersom de annars hade kunnat placera pengarna på något sätt som ger avkastning. En undersökning av Internationella valutafonden från 2010 visade att endast nio länder slopat kassakravet: Australien, Danmark, Kanada, Mexiko, Nya Zeeland, Norge, Storbritannien, Sverige och Östtimor.

## Kassakrav i Sverige
Enligt Riksbankslagen 6 kap. 6 § får Sveriges riksbank, i penningpolitiskt syfte, införa kassakrav på finansinstitut om max 15 % av finansinstitutets placeringar eller förbindelser.

Riksbanken sänkte kassakravet till 0 % den 1 april 1994 och kassakrav har inte använts som ett penningpolitiskt styrmedel i Sverige sedan dess. Anledningarna till att Riksbanken slopade kassakravet var att man ansåg det inte vara så effektivt som andra penningpolitiska medel som lånefaciliteter och öppna marknadsoperationer. Kassakrav ansågs också att snedvrida konkurrensen på finansmarknaden då banker fick en extra kostnad till skillnad mot andra kreditinstitut som inte omfattades av kassakravet. Under 1970- och 1980-talen var det ganska vanligt att Riksbanken ändrade på kassakravet i rent penningpolitiskt syfte.

## Kassakrav i Euroområdet
Kassakrav i Euroområdet, eller minimireserver som det kallas i svenska översättningar av EU-förordningar, får inte överstiga 10 % men kan vara 0 % . Kassakravet är 0 % för repoavtal och skulder med löptid över 2 år och tillgångarna hålls på kassakravskonton, med ränta, i respektive medlemslands centralbank. Då Euron infördes 1999 var ECB:s kassakrav på 2 % men den 18 januari 2012 sänktes det till 1 %. Syftet med denna sänkning var att minska bankernas likviditetsbehov och stimulera finansmarknaden.

## Kassakrav i Kina
Den kinesiska centralbanken Kinas folkbank använder aktivt kassakravet som ett penningpolitiskt verktyg för att påverka landets ekonomi. Folkbanken har ändrat kassakravet på finansinstitut flera gånger sedan mitten av 2000-talet och i långt större utsträckning än vad andra centralbanker gör. Typiskt används höjda kassakrav för att bekämpa inflation och sänkning av kassakravet görs för att stimulera ekonomin. År 2008 infördes två parallella system med kassakrav för stora respektive små banker, där kassakravet är något högre för de stora bankerna.
Den 25 augusti 2015 sänkte Kinas folkbank kassakravet för stora banker från 18,5 % till 18 %.

## Kassakrav i USA
Kassakrav regleras i lagen Depository Institutions Deregulation and Monetary Control Act från 1980 och ger USA:s centralbank Federal Reserve rätt att ställa kassakrav på finansinstitut mellan 8 och 14 % av finansinstitutets in- och upplåning. Centralbanksstyrelsen (Board of Governors) har befogenhet att ändra storleken på kassakravet efter behov.
Från och med 21 januari 2016 gäller följande kassakrav:
- Mindre än 15,2 miljoner USD, inget kassakrav
- Mellan 15,2 miljoner och 110,2 miljoner USD, kassakrav på 3 %
- Över 110,2 miljoner USD, kassakrav på 10 %

Kassakravet har varit 10 % sedan 2 april 1992 då centralbanksstyrelsen sänkte det från 12 %. Sedan oktober 2008 betalar Federal Reserve ränta på finansinstitutens kassakrav.